# مدافع مسدد الهدف

مراكز لاعبي كرة السلة في المنطقة الهجومية: 1. لاعب هجوم خلفي 2. مدافع مسدد الهدف 3. لاعب هجوم صغير الجسم 4. لاعب الهجوم قوي الجسم 5. لاعب الوسط

مدافع مسدد الهدف (بالإنجليزية: Shooting guard)‏ هو أحد مراكز رياضة كرة السلة.

## قائمة أهم لاعبي المركز

### رجال
- جيمس هاردن

- تريسي مكجرادي

- ريجي ميلر

- راي ألين

- مايكل جوردن

- دواين وايد

- فينس كارتر

- ألن إيفرسون

- سي جاي مكولوم

- كوبي براينت

- جورج غرفين

- كلايد دريكسلر

- براندون روي

- مانو جينوبيلي

### نساء
- آنا كروز

## كتب
- The Basketball Handbook (pg 14) (2004). Lee H. Rose (ردمك 0-7360-4906-1).

## وصلات خارجية
- لاعبو كرة السلة على موقع أكاديمية بي بي سي للرياضة

- كيف تعمل رياضة كرة السلة على موقع HowStuffWorks.com